# Rudolf Schmidt (Musiker, 1897)
Rudolf Hermann Albert Schmidt (auch: Rudolph Schmidt, * 25. Februar 1897 in Berlin; † 1989 in Niederaudorf am Inn) war ein deutscher Pianist, Komponist und Musikpädagoge.

## Leben und Werk
Rudolf Schmidt war der Sohn eines Musikers, der ihn viele Instrumente erlernen ließ. Er war Schüler von Leonid Kreutzer.
Rudolf Schmidt war von 1920 bis August 1925 Klavierlehrer am Stern’schen Konservatorium in Berlin. Von 1925 bis 1962 war er Lehrer an der Hochschule für Musik in Berlin und wurde 1933 dort zum Professor ernannt. Bereits zum 1. Juli 1931 trat er der NSDAP bei.
Rudolf Schmidt wirkte als Pianist im Mahlke-Trio. Er unternahm zahlreiche Konzertreisen u. a. auch nach Griechenland.
Er komponierte u. a. ein Klavierkonzert (1932), ein Festkonzert für Klavier und sinfonisches Blasorchester (1943), eine Konzertpolonaise für Blasorchester und Solotrompete sowie eine Operette. Als Komponist von Unterhaltungsmusik nutzte er das Pseudonym Sylvester Scherz.
Nach seiner Pensionierung 1962 lebte er in Bayern.